# Periclista albida
Espèce
Periclista albida est une espèce d'insectes de l'ordre des hyménoptères et de la famille des Tenthredinidae.